# It's a Beautiful Day (Queen)
It's a Beautiful Day is een lied van de Britse rockgroep Queen en het eerste nummer van het album Made in Heaven. Freddie Mercury nam het nummer al op tijdens een improvisatie in 1980 tijdens de opnamen van het album The Game. De intro en outro zijn later toegevoegd door John Deacon. Ook is er een zogenaamde reprise opgenomen, dit werd toegevoegd als elfde nummer van het album en bevat een sample uit de vroege Queen-hit Seven Seas of Rhye.
In 2000 werd het nummer gebruikt voor een commercial van Zeehondencrèche Lenie 't Hart uit Pieterburen. Het was tot dan toe nog niet eerder voorgekomen dat Queen gratis een nummer beschikbaar stelde voor een commercial. Jim Beach, de manager van Queen, voelde direct sympathie voor het project, maar hij wilde eerst de commercial zien voordat hij toestemming gaf om het nummer te gebruiken. Nadat hij de commercial had gezien, schreef hij aan de eigenaar van de zeehondencrèche: "I am delighted to give consent for a free use of It's a Beautiful Day for use within the TV commercial that you have sent." (Ik ben vereerd om toestemming te geven voor het gratis gebruik van It's a Beautiful Day om te gebruiken in de TV commercial die u heeft gezonden.) In 2010 werd bekend dat de zeehondencrèche toestemming kreeg voor alle Queen-nummers om ze te gebruiken in toekomstige commercials. Love of My Life van het album A Night at the Opera is inmiddels ook gebruikt voor een commercial.
Ook in Japan wordt het nummer gebruikt voor een commercial van de Honda Fit.

## NPO Radio 2 Top 2000
| Nummer met noteringen in de NPO Radio 2 Top 2000 | '21  | '22  | '23  | '24 |
| ------------------------------------------------ | ---- | ---- | ---- | --- |
| It's a Beautiful Day                             | 1692 | 1129 | 1127 | 644 |

1. ↑  Een vetgedrukt getal geeft de hoogste notering aan.
2. ↑  2021 was het eerste jaar met een notering voor dit nummer.